# Champdor
Champdor est une ancienne commune française, située dans le département de l'Ain en région Auvergne-Rhône-Alpes. Le 1er janvier 2016, elle fusionne avec Corcelles pour former la commune nouvelle de Champdor-Corcelles.

## Géographie
Champdor est située sur le plateau d'Hauteville, entre Brénod au nord et Hauteville-Lompnes au sud.

## Histoire
Paroisse (Candolbria, adjorat de Chandourum, Candrobrum, dominus Campidubii, decime Campiludibrii, de Candolbrio sacerdos, capellanus de Chandobrio, de Chandouro, Chandoura, ecclesia Chandore, Chandouru) sous le vocable des saints Ours et Victor. Champdor est mentionné, dès le commencement du XIIe siècle, dans les titres de délimitation de la chartreuse de Meyriat.
En 1198, une sentence arbitrale de Renaud de Forez, archevêque de Lyon, adjugea au prieur de Nantua le droit d'élection et de présentation à la cure. Ce droit passa dans la suite au doyen de Ceyzérieu (prieuré de Ceyzérieu), puis, en 1606, au chapitre de Belley.
Le sceau d'un chapelain de Champdor, au XIIIe siècle, se voit appendu au bas d'une transaction entre les habitants de Corcelles et le prieur de Meyriat : dans le champ une étoile surmontée d'un croissant dont les pointes sont tournées en bas ; autour on lit : f s. CAPELLANI DE CHANDOVRO.
La dîme de la paroisse était originairement partagée entre le prieur de Nantua, celui de Talissieu (prieuré de Talissieu) et le curé. En 1687, ce dernier racheta les droits des prieurs moyennant une rente annuelle de 90 livres. La dîme se prélevait, pour les grains, sur la douzième gerbe. Avant la Révolution, les revenus de la cure s'élevaient à 1 700 livres ; mais de cette somme il fallait défalquer celle de 250 livres affectée à l'entretien d'un vicaire à Corcelles.
Comme seigneurie, Champdor fut cédé par le comte Amédée V de Savoie, le 15 décembre 1318, à Jean de Luyrieux, dont les descendants le possédèrent, sous la suzeraineté des comtes de Savoie et des sires de Thoire-Villars, jusqu'à Guillaume de Luyrieux, qui le vendit, le 9 février 1479, à Hugonin de Montfalcon et à Claude de Montferrand, avec clause de rachat. En 1491, Claude de Luyrieux, seigneur de Flacey, le retira et le transmit à Louis de Luyrieux, son fils, dont la fille Françoise le porta en mariage à Nicolas de Montluel. Pierre de Montluel, fils de Nicolas, vendit la terre de Champdor, le 5 décembre 1562, à Hugues de Michaud. La fille de ce dernier, appelée Catherine, femme en premières noces d'Emmanuel de Montillet et en deuxièmes de Thomas de Battendier, la donna, le 1er janvier 1676, à Bertrand de Montillet, son fils du premier lit, dont la postérité en jouissait encore en 1789.
Par un arrêté préfectoral du 27 novembre 2015, Champdor fusionne avec Corcelles pour former la commune nouvelle de Champdor-Corcelles au 1er janvier 2016.

## Politique et administration

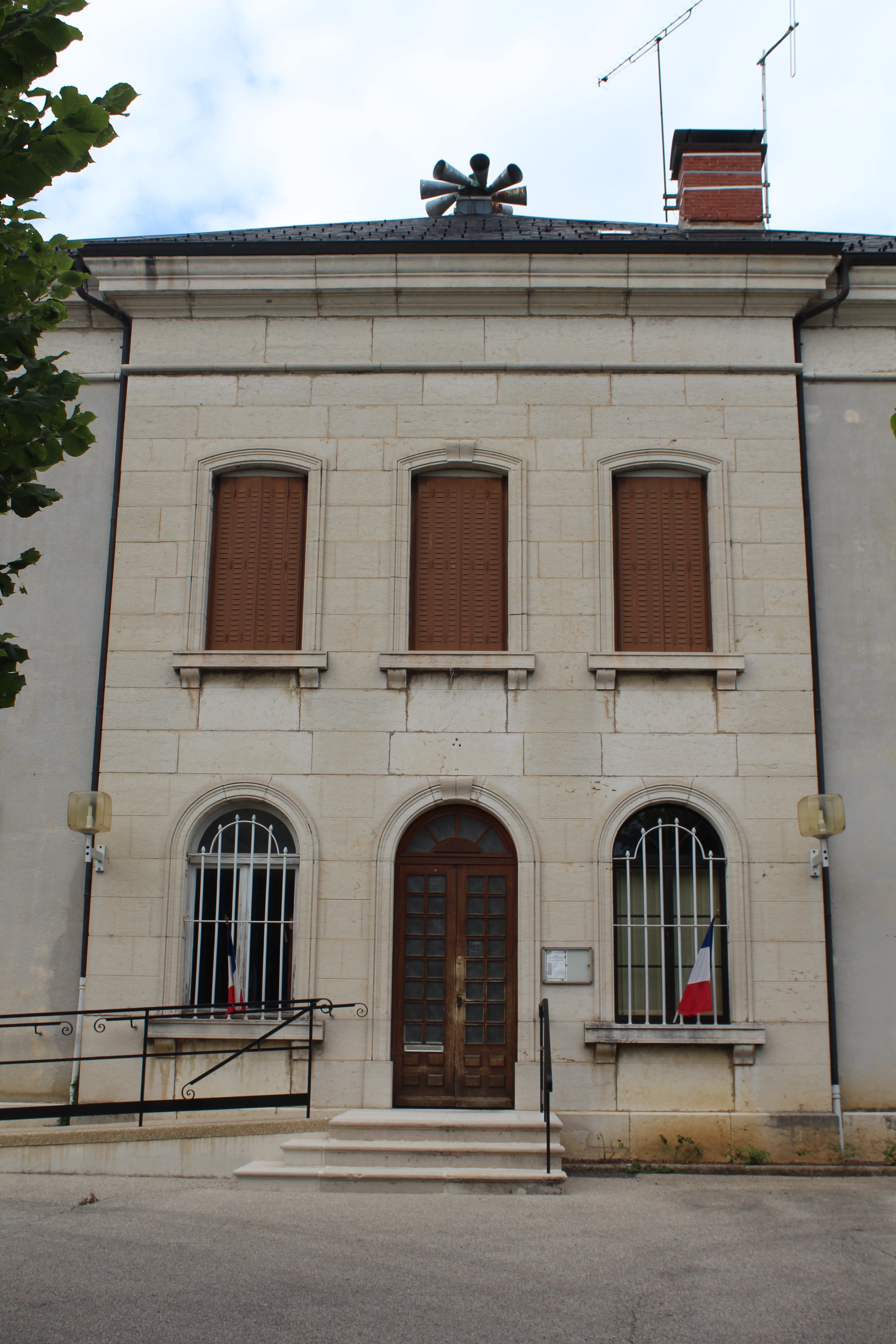
Mairie.

| Période                                  | Période  | Identité               | Étiquette | Qualité            |
| ---------------------------------------- | -------- | ---------------------- | --------- | ------------------ |
| avant 1988                               | 1989     | Maxime Michaud-Maillet |           |                    |
| 1989                                     | 1995     | Pierre Vincent         |           |                    |
| 1995                                     | 2014     | Michel Rivat           | DVG       | Conseiller général |
| 2014                                     | En cours | Stéphane Martinand     |           |                    |
| Les données manquantes sont à compléter. |          |                        |           |                    |

| Période | Période  | Identité           | Étiquette | Qualité |
| ------- | -------- | ------------------ | --------- | ------- |
| 2016    | En cours | Stéphane Martinand |           |         |

## Démographie
L'évolution du nombre d'habitants est connue à travers les recensements de la population effectués dans la commune depuis 1793. Pour les communes de moins de 10 000 habitants, une enquête de recensement portant sur toute la population est réalisée tous les cinq ans, les populations de référence des années intermédiaires étant quant à elles estimées par interpolation ou extrapolation. Pour la commune, le premier recensement exhaustif entrant dans le cadre du nouveau dispositif a été réalisé en 2007.
En 2018, la commune comptait 441 habitants, en évolution de −5,36 % par rapport à 2012 (Ain : +5,15 %, France hors Mayotte : +2,11 %).
| 1793 | 1800 | 1806 | 1821 | 1831 | 1836 | 1841 | 1846 | 1851 |
| ---- | ---- | ---- | ---- | ---- | ---- | ---- | ---- | ---- |
| 637  | 603  | 616  | 633  | 717  | 658  | 683  | 737  | 782  |

| 1856 | 1861 | 1866 | 1872 | 1876 | 1881 | 1886 | 1891 | 1896 |
| ---- | ---- | ---- | ---- | ---- | ---- | ---- | ---- | ---- |
| 678  | 675  | 631  | 575  | 571  | 582  | 560  | 541  | 559  |

| 1901 | 1906 | 1911 | 1921 | 1926 | 1931 | 1936 | 1946 | 1954 |
| ---- | ---- | ---- | ---- | ---- | ---- | ---- | ---- | ---- |
| 538  | 472  | 457  | 400  | 394  | 367  | 363  | 342  | 358  |

| 1962 | 1968 | 1975 | 1982 | 1990 | 1999 | 2006 | 2007 | 2012 |
| ---- | ---- | ---- | ---- | ---- | ---- | ---- | ---- | ---- |
| 327  | 362  | 365  | 428  | 459  | 425  | 438  | 440  | 466  |

| 2017 | 2018 | - | - | - | - | - | - | - |
| ---- | ---- | - | - | - | - | - | - | - |
| 447  | 441  | - | - | - | - | - | - | - |

## Culture locale et patrimoine

### Lieux et monuments
- Le château de Champdor construit  pour Guy de Montillet.

### Personnalités liées à la commune
- Jean-François de Montillet de Grenaud (13 mars 1702 - 7 février 1776) , né au château de Champdor, héritier du château de Rougemont, curé de Saint-Trivier-sur-Moignans, évêque d'Oloron, archevêque d'Auch.
- Jean-Claude Nallet (1947-2023), né à Champdor, athlète, spécialiste du 400 mètres plat puis du 400 mètres haies, double champion d'Europe, plusieurs fois recordman de France.
- Jacques Pommatau (1932-), secrétaire général de la Fédération de l'Éducation nationale de 1981 à 1987.

### Héraldique
| Blason de Champdor | Blason  | De sinople au chevron ondé d'argent, surmonté d'un croissant du même, accompagné de trois gerbes de blé d'or liées de gueules. |
| Blason de Champdor | Détails | Le blason a été réalisé par Thierry Faure David-Nillet.                                                                        |